# شهرمان مألوف

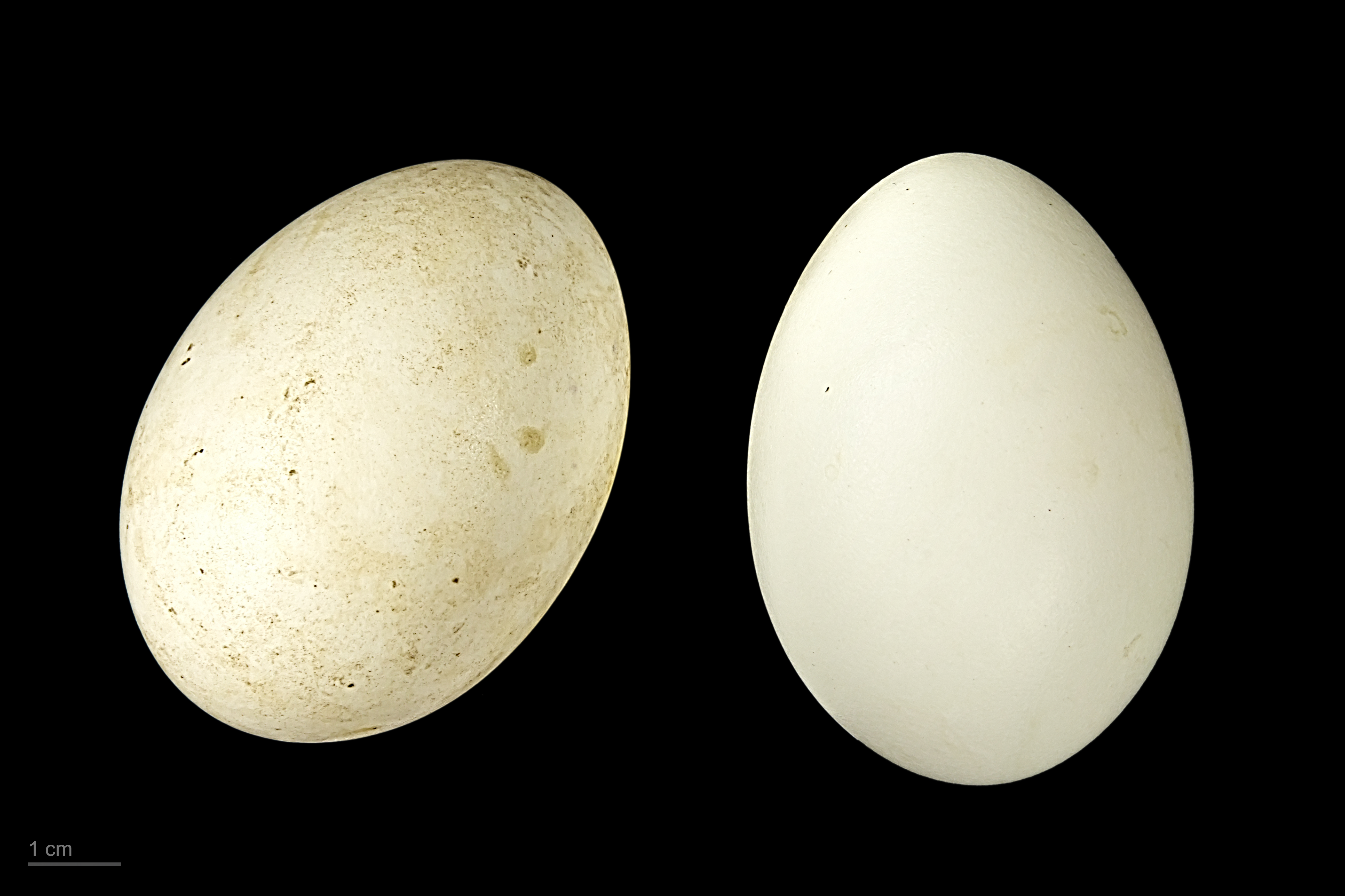
بيض الشهرمان المألوف.

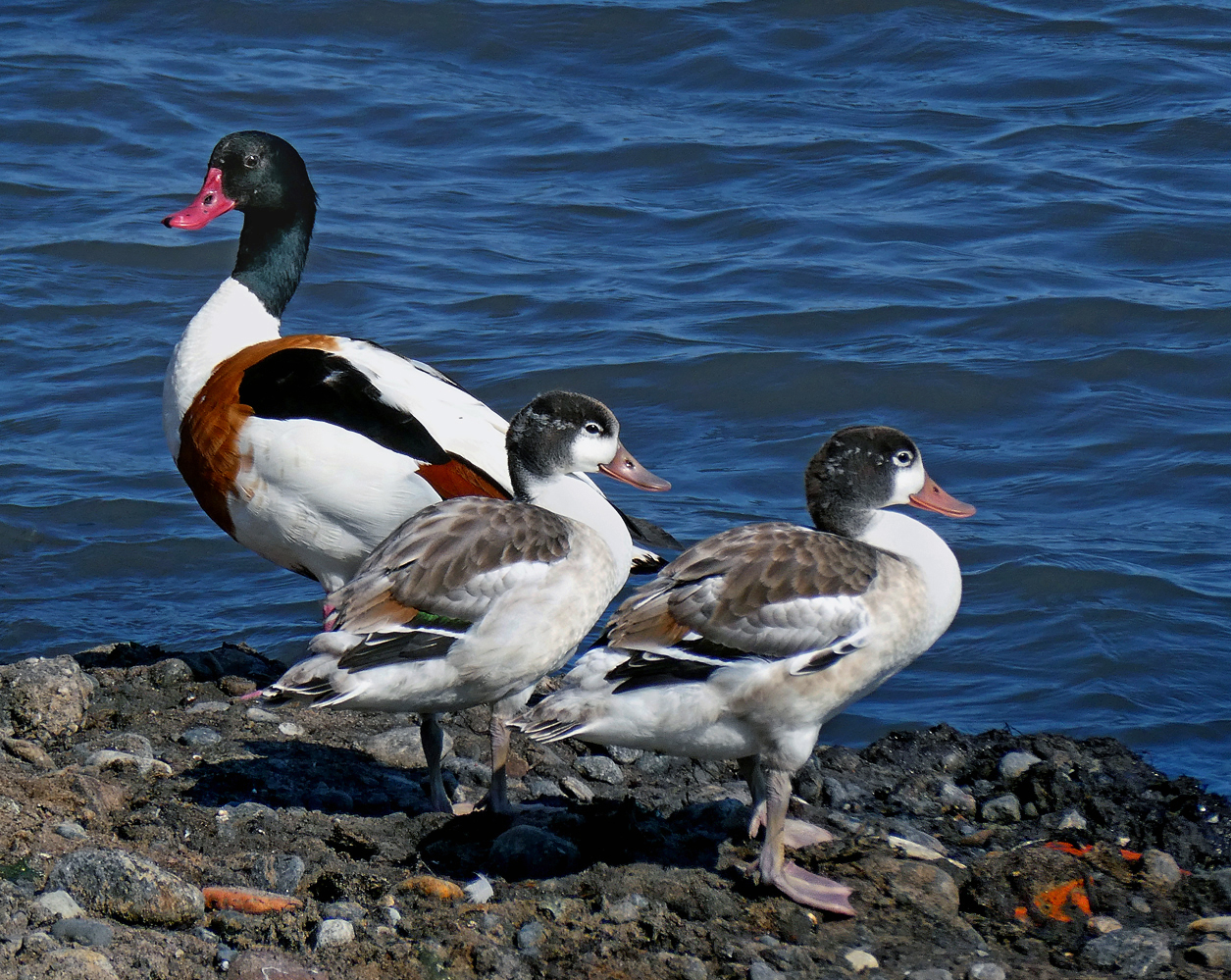
شهرمان شائع

الشهرمان المألوف أو شهرمان شائع (الاسم العلمي: Tadorna  tadorna) (بالإنجليزية: Common  Shelduck)‏ هو طائر ينتمي إلى إوزيات (فصيلة: Anatidae).